# غاري كونلي
غاري كونلي هو لاعب هوكي الجليد كندي، ولد في 22 ديسمبر 1950 في رووان نوراندا في كندا.

## وصلات خارجية
- غاري كونلي على موقع HockeyDB.com (الإنجليزية)
- غاري كونلي على موقع Hockey-Reference.com (الإنجليزية)